# チャレンジド・アソウ
株式会社チャレンジド・アソウ（Challenged aso）は、福岡県福岡市中央区に本社を構える障害者の就労移行支援事業所を運営するサービス会社。アソウ・ヒューマニーセンターグループの一企業である。
2001年1月に株式会社メッドラインとして設立、2012年9月に現在の株式会社チャレンジド・アソウへ改称し、障がい者就労移行支援事業に参入した。

## 概要
- 代表者　中島彰彦
- 本社所在地　福岡県福岡市中央区天神2-8-41
- 事業所　福岡本社・有楽町支店・大阪支店・熊本支店

## 事業内容
- 治験支援事業
- 人材紹介・派遣事業

## 許認可番号
- 一般労働者派遣 （般）40-010211
- 有料職業紹介事業 40-ユ-010152

## グループ関連会社
- アソウ・ヒューマニーセンターグループ
  - アソウ・ヒューマニーセンター
  - アソウ・アルファ
  - メッドライン
  - ユニバースクリエイト
  - アソウ・アカウンティングサービス
  - アソウ・システムソリューション
  - 福利厚生倶楽部九州
  - ヒューマンエナジー研究所
- 他、麻生グループ38社